# La Valsusa
La Valsusa è un settimanale d'informazione locale d'ispirazione cattolica edito a Susa (TO) da Stampa Diocesana Segusina s.r.l..

## Storia

### La fondazione del Vescovo beato Rosaz
Nacque con il nome Rocciamelone nell'aprile 1897 in ossequio all'omonimo monte valsusino che domina la valle per volontà del vescovo di Susa Edoardo Giuseppe Rosaz (proclamato Beato da Giovanni Paolo II il 14 luglio 1991). Sono sue le seguenti parole riportate sul primo numero: «Accanto agli interessi religiosi noi propugneremo eziando quelli temporali dei valsusini».
La prima sede, l'alloggio del vescovo stesso, ospitava la stamperia e la redazione, che annoverava fra gli altri l'avvocato Cesare Napoli ed il futuro vescovo di Aosta Giuseppe Calabrese.
La tiratura iniziale si assestava sulle 500 copie e si avvaleva di collaborazioni esterne, di carattere più o meno volontario, dei valsusini risiedenti nei vari comuni della vallata.
La pubblicazione del giornale fu sospesa tra il 1905 e il 1907 quando, con l'attuale denominazione, la testata ritornò in edicola.

### Le Paoline e La Valsusa
Nel 1918 vennero chiamate a collaborare alla redazione de La Valsusa Suor Tecla Merlo che stava fondando l'istituto religioso denominato Pia società figlie di San Paolo, che aveva come scopo la buona stampa. Il giornale divenne così una palestra delle future edizioni Paoline, che si diffonderanno nel mondo.

### L'Epoca di Don Marra
Tra le figure che più influenzarono la vita del periodico va ricordata quella di mons. Carlo Marra, che dopo avere iniziato a collaborare con il giornale nel 1912 lo diresse tra il 1935 e il 1975. 
Sotto la direzione del successore di Don Marra, don Aldo Amprimo, venne introdotta da Guido Ferrero la pagina sportiva del giornale.

### Don De Faveri e il tabloid
Nel 1979 subentrò alla guida del settimanale l'attuale direttore, don Ettore De Faveri.
Nel 1987 venne modificato il formato della pubblicazione, che passò da lenzuolo a tabloid, con un numero di pagine variabile tra le 48 e le 64.
Negli anni fra 2006 e 2008 il giornale è arrivato alle 96 pagine, per poi ritornare a un formato 56-64-72 pagine.
Oltre alla redazione centrale di Susa il settimanale dispone di due redazioni distaccate collocate ad Avigliana e a Giaveno.

## Collaboratori
Tra i collaboratori storici del giornale si ricordano:
- Federico Marconcini (1883-1974), fondatore del Partito Popolare Italiano, deputato e senatore, docente dell'Università Cattolica
- Severino Savi (1911-1997), presbitero della Diocesi di Susa, pioniere nella valorizzazione culturale dell'arte sacra valsusina
- Ferruccio Pari
- Canonico Ferrero

## Iniziative editoriali
La Valsusa sotto la direzione di don Ettore de Faveri ha pubblicato sino al 2009 venti numeri di Raccontavalsusa, pubblicazione che si proponeva di approfondire storia, tradizioni, costumi, personaggi, fatti che contraddistinguono la vita della Valle di Susa.
Il giornale ha poi pubblicato numeri speciali in occasione degli anniversari dei 100 anni e dei 110 anni di vita.

## Archivio
Una collezione non completa delle edizioni dal 1897 a oggi è conservata presso l'Archivio Storico Diocesano curato dal Centro Culturale Diocesano. Un'altra collezione è conservata dalla Biblioteca Civica di Susa.